# Miracatu
Miracatu là một đô thị ở bang São Paulo của Brasil. 

## Địa lý
Đô thị này nằm ở vĩ độ 24º16'53" độ vĩ nam và kinh độ 47º27'35" độ vĩ tây, trên khu vực có độ cao 27 m. Dân số năm 2004 ước tính là 33.134 người.

## Thông tin nhân khẩu
Dữ liệu dân số theo điều tra dân số năm 2000
Tổng dân số: 31.383
- Dân số thành thị: 19.912
- Dân số nông thôn: 11.471
- Nam giới: 16.558
- Nữ giới: 14.825

Mật độ dân số (người/km²): 22,37
Tỷ lệ tử vong trẻ sơ sinh dưới 1 tuổi (trên một triệu người): 16,66
Tuổi thọ bình quân (tuổi): 70,80
Tỷ lệ sinh (số trẻ trên mỗi bà mẹ): 3,70
Tỷ lệ biết đọc biết viết: 86,03%
Chỉ số phát triển con người (HDI-M): 0,748
- Chỉ số phát triển con người - Thu nhập: 0,664
- Chỉ số phát triển con người - Tuổi thọ: 0,763
- Chỉ số phát triển con người - Giáo dục: 0,817

(Nguồn: IPEADATA)

### Sông ngòi
- Sông São Lourenço
- Sông do Espraiado

### Các xa lộ
- BR-116
- SP-230
- SP-222